# 프리드리히 빌헬름 폰 괴데케
소장 프리드리히 빌헬름 폰 괴데케(독일어: Friedrich Wilhelm von Goedecke, 1771년 – 1857년)는 나사우 공국의 군인이자 네덜란드-룩셈부르크 소속의 정치인이었다.

## 생애
괴데케는 1771년 나사우 공국의 디츠에서 태어났다.
워털루 전역이 시작될 무렵 당시 대령이었던 괴데케는 나사우 제2연대와 네덜란드 제2여단을 모두 지휘하고 있었으나, 적대 행위가 시작된 6월 15일에 다리가 부러졌다. 소령 제틀러(선임 소령이자 제1대대장)가 제2연대를 지휘했고, 베른하르트 폰 작센바이마르아이제나흐 공작이 제2여단을 지휘했다.
괴데케는 소장으로 승진하여 룩셈부르크 국가에서 복무했다. 당시 룩셈부르크는 네덜란드와 동군연합으로 연결되어 있었다. 괴데케는 룩셈부르크 군대의 최고 사령관으로 임명되었고, 1831년에는 베른하르트 공작(네덜란드 소속)이 룩셈부르크 총독인 정부 협의회에 포함되었다.
괴데케는 1831년 5월 27일부터 1839년 6월 18일까지 룩셈부르크 정부 협의회 의장을 역임했다.
그는 1857년에 사망했다.

## 주해
1. ↑  일부 자료에는 프리드리히 빌헬름 폰 괴데케(독일어: Friedrich Wilhelm von Gödecke)로도 표기된다.

1. ↑  Glover 2010, 159–160, 233 footnote 321쪽.
2. ↑  Glover 2010, 159–160, 238 (footnote 371)쪽.
3. ↑  Muller 1968, 220쪽.
4. ↑  Muller 1968, 219쪽.
5. ↑  Muller 1968, 230쪽.